# カウキャッチャー (放送)
カウキャッチャー (cowcatcher) とは、放送広告の一種で、放送番組の開始直前に流されるCMをいう。

## 特徴
カウキャッチャーはテレビやラジオのCMのうち、番組開始直前に放送されるもののことである。例えば開始時刻が00分と告知されている番組の場合、00分 - 01分にCMが放送され、01分に番組本編が開始するケースなどである。逆に、番組終了直後に流されるCMはヒッチハイク (HH) と呼ばれる。
カウキャッチャーやヒッチハイクは競合するスポンサーを調整するために設定されることが多い。番組と番組の間（ステーションブレイク）に放送されるスポットCMと異なり、カウキャッチャーには番組本体の視聴率や聴取率が適用され、それを元にCM放送料が決められる。
放送日時が固定しているのでスポットCMとは区別され、提供クレジット表示も伴わないのでタイムCMとも区別される。ただし、これらカウキャッチャーやヒッチハイクにおいて、番組提供スポンサーのCMを流すことがある。
カウキャッチャーの語源はアメリカ合衆国の機関車やインターアーバンなどの鉄道車両に取り付けられた野牛除け＝カウキャッチャー（Cow Catcher）のことである。
なお、番組開始から終了までの間に放送される提供クレジットのないCMはパーティシペーション（パーティシペーティング・アナウンスメント、PT）と呼ばれ、区別される。

## 日本での使用例
文化放送で1952年より放送されたラジオドラマ『ラジオ浪曲 銭形平次捕物控』で用いられたのが最初の例とされる。
番組本編内に中間CMを置かない全国ネット番組において、CMの放送タイミングがネット局によってカウキャッチャー枠かヒッチハイク枠かが変わる例がある。